# Quận Woodruff, Arkansas
Quận Woodruff là một quận thuộc tiểu bang Arkansas, Hoa Kỳ.
Quận này được đặt tên theo William E. Woodruff, người sáng lập tờ báo đầu tiên của tiểu bang, Arkansas Gazette. Theo điều tra dân số của Cục điều tra dân số Hoa Kỳ năm 2000, quận có dân số 8741 người. Quận lỵ đóng ở Augusta.6

## Địa lý
Theo Cục điều tra dân số Hoa Kỳ, quận có diện tích 1539 km2, trong đó có 19 km2 là diện tích mặt nước.

### Các xa lộ chính
- U.S. Highway 49
- U.S. Highway 64
- Highway 17
- Highway 33
- Highway 37
- Highway 38

### Quận giáp ranh
- Quận Jackson (bắc)
- Quận Cross (đông bắc)
- Quận St. Francis (đông nam)
- Quận Monroe (nam)
- Quận Prairie (tây nam)
- Quận White (tây)